# La rete a maglie larghe
La rete a maglie larghe (titolo originale Det grovmaskiga nätet) è un romanzo giallo dello scrittore svedese Håkan Nesser pubblicato in Svezia nel 1993.
È il primo libro della serie che ha per protagonista il commissario Van Veeteren.
La prima edizione del romanzo è stata pubblicata nell'anno 2001 da Guanda.

## Trama
Janek Mitter, un insegnante dell'immaginaria cittadina di Maardam, in Svezia, viene accusato dell'omicidio della moglie, rinvenuta cadavere nella vasca da bagno proprio dal marito. L'uomo, in seguito ad una forte sbornia presa la sera prima, non ricorda nulla fino al ritrovamento della moglie al suo risveglio il mattino seguente. L'unica persona convinta dell'innocenza dell'insegnante è il commissario Van Veeteren, il quale vedrà rafforzare le sue ipotesi a seguito dell'assassinio di Mitter all'interno della cella in cui era detenuto. Si scoprirà così un torbido passato della donna fatto di segreti e strani accadimenti, come un precedente matrimonio concluso in seguito alla morte per annegamento del figlio di quattro anni, un padre violento, un gemello probabilmente emigrato in Canada di cui si sono perse le tracce, un vecchio fidanzato morto in circostanze mai chiarite. 

## Edizioni
- Håkan Nesser, La rete a maglie larghe, traduzione di Carmen Giorgetti Cima, Guanda, 2001. ISBN 88-8246-354-0.
- Håkan Nesser, La rete a maglie larghe, traduzione di Carmen Giorgetti Cima, TEA, 2003. ISBN 978-88-502-0234-8.
- Håkan Nesser, La rete a maglie larghe, traduzione di Carmen Giorgetti Cima, SuperPocket, 2005. ISBN 88-462-0825-0.
- Håkan Nesser, La rete a maglie larghe, traduzione di Carmen Giorgetti Cima, TEA, 2014. ISBN 978-88-502-3445-5.